# Caso Faisán
El caso Faisán es el nombre atribuido a una investigación judicial en España, dirigida por el juez de la Audiencia Nacional Baltasar Garzón —y, más tarde, por su sustituto, el juez Pablo Ruz tras años de inactividad hacia el caso por el anterior juez, ahora exjuez en condena por prevaricación—, sobre una red de extorsión de ETA con base en el bar Faisán de Irún (Guipúzcoa). La investigación concluyó con el procesamiento de 24 personas, implicadas en el envío de cartas de extorsión de ETA (reclamando el «impuesto revolucionario») a empresarios vascos y la gestión del cobro en diversos periodos entre marzo de 2005 y febrero de 2006.
El caso adquirió relevancia pública, sin embargo, debido a un chivatazo que recibió el 4 de mayo de 2006 Joseba Elosua, propietario del bar Faisán y presunto miembro de la red de extorsión de ETA, que le alertaba de una redada. La investigación de la presunta filtración fue desgajada de la causa principal e instruida en un sumario aparte, también por el juez Baltasar Garzón. La investigación fue asignada al juez Fernando Grande-Marlaska tras tomarse Garzón un periodo sabático y retomada por este a su retorno a la Audiencia Nacional. Se encuentra parcialmente bajo secreto del sumario.

## Investigación de la filtración
El 5 de octubre de 2009 la Fiscalía de la Audiencia Nacional solicitó al juez Baltasar Garzón que archivase la investigación abierta sobre el chivatazo, ya que según su opinión, tras más de tres años de investigaciones no existían pruebas que demostrasen de forma inexorable la hipótesis de que Víctor García Hidalgo, entonces director de la Policía, estuviese detrás de la filtración. Ante la posibilidad de que el caso se archivase, el Partido Popular anunció que se personaría como acusación popular. La asociación Dignidad y Justicia, que ejerce la acusación popular en la causa, también solicitó al juez Baltasar Garzón que no archivara la causa y que fuera la Guardia Civil quien asumiera la investigación. En el escrito de alegaciones, presentado el 29 de octubre, la acusación popular afirmó que existían dos cortes en el vídeo de la entrada del bar Faisán, en momentos clave del presunto soplo de la operación. Por su parte, el diario El Mundo expuso en su editorial del 12 de octubre de 2009 una serie de hipótesis según las cuales no se había encontrado a los autores del chivatazo porque la investigación del mismo la hicieron sus autores.
En un auto del 24 de enero de 2011, el juez Pablo Ruz, sustituto de Garzón, ordenó abrir nuevas diligencias sobre el caso. En febrero de 2011, la Guardia Civil remitió un informe al juez Ruz en el que descartaba que los cortes del vídeo de la entrada del bar Faisán fueran accidentales. Este vídeo fue filmado en el momento clave del presunto soplo y, en primera instancia, se había informado de que dichos cortes habían sido causados "por agentes externos, accidentalmente o por deterioro". Por el contrario, este segundo informe indicaba que el corte ocurrió en el momento de la grabación, al parar la cámara los agentes policiales encargados de filmar la entrada del establecimiento, reanudándola más tarde. El 10 de marzo de 2011, uno de los policías imputados en el caso admitió, al ser interrogado por el juez Ruz, a instancias de la Fiscalía, su presencia en el bar Faisán en el momento del "chivatazo". Dicha presencia también fue corroborada por varios informes periciales elaborados a partir de las grabaciones por la policía científica del Cuerpo Nacional de Policía, por el servicio de criminalística de la Guardia Civil y por el Centro de Visión por Computador de la Universidad Autónoma de Barcelona. El 13 de julio de 2011, el juez Ruz procesó al ex director general de la Policía, Víctor García Hidalgo, al jefe superior de policía en el País Vasco, Enrique Pamiés, y al inspector José María Ballesteros por un presunto delito de revelación de secretos y de otro que el juez, en su resolución, califica de forma alternativa como de colaboración con banda armada o de encubrimiento. El 20 de septiembre de 2011, la Sala de lo Penal de la Audiencia Nacional revocó por unanimidad el auto de procesamiento dictado por el juez Ruz. El 2 de noviembre de 2012, el juez Ruz confirma el procesamiento del exjefe superior de Policía del País Vasco Enrique Pamies y del inspector de la Brigada de Información de Álava José María Ballesteros.

## Procesamiento de Enrique Pamies y José María Ballesteros
El 15 de enero de 2013 la Audiencia Nacional confirmó el procesamiento del exjefe superior de Policía del País Vasco Enrique Pamies y el inspector José María Ballesteros por el presunto chivatazo al aparato de extorsión a la banda terrorista ETA que se produjo en el bar Faisán el 4 de mayo de 2006.

Los indicios previos más importante existentes son la serie de fotogramas revelados por la Guardia Civil tras digitalización  de la cinta de videovigilancia correspondiente al día 4 de mayo de 2006, en los que se podía observar al imputado José María Ballesteros Pastor en las inmediaciones y, más tarde,  saliendo del bar Faisán en un lapso horario coincidente con las llamadas efectuadas entre los números telefónicos del imputado y del entonces Jefes Superior de Policía del País Vasco,  Enrique Pamies, encontrándose el terminal móvil del imputado Ballesteros en las cercanías del bar, según informe pericial elaborado al efecto.
Auto de la Audiencia Nacional sobre el procesamiento de Enrique Pamies y Jose María Ballesteros.

El 19 de abril, la Fiscalía de la Audiencia  Nacional por orden de Eduardo Torres-Dulce (fiscal general del Estado) solicita para Pamies cinco años de cárcel por colaboración con ETA y dos años por revelación de secretos. Para José María Ballesteros solicita cinco por colaboración con ETA y año y medio por revelación.
En octubre de 2013 la Sección Tercera de la Sala de lo Penal de la Audiencia Nacional condenó a un año y medio de cárcel y cuatro años de inhabilitación a los policías Enrique Pamies y José María Ballesteros por un delito de revelación de secretos.

## Repercusiones políticas
Dado que el "chivatazo" se produjo durante el mes de mayo de 2006, unos meses después del inicio de la tregua de ETA, el Partido Popular planteó al gobierno la cuestión de si hubo alguna instrucción política en el caso a la banda terrorista, dentro de una batería de 25 preguntas que fueron presentadas en el Congreso en noviembre de 2009 y que señalan presuntas irregularidades que, a su juicio, merecen una explicación. Otros dirigentes del Partido Popular han acusado directamente al Ministerio del Interior de estar detrás del presunto chivatazo. Así, Juan José Güemes ha afirmado que "dirigentes del Ministerio del Interior están implicados en [...] el chivatazo". en tanto que Esteban González Pons afirmaba que "la inteligencia política que la facilitó [la filtración] tuvo que ser la de Pérez Rubalcaba".
En marzo del 2011, El Mundo publicó un documento de la banda terrorista ETA —el cual, según explica dicho periódico, fue incautado el 20 de mayo de 2008 en Francia— consistente en un acta de una reunión de negociación fechada el 22 de junio de 2006, donde se recoge que el chivatazo fue una decisión política y que desde el gobierno se trató de evitar las detenciones. Por su parte, el secretario de Estado de Seguridad, Antonio Camacho, puso en duda la veracidad de dichas actas, argumentando que "todo demócrata conoce la veracidad de los papeles o documentos de la banda", eludiendo hacer valoraciones al respecto.

## Hipótesis exculpatorias
Como hipótesis exculpatoria de los encausados se ha dicho que el chivatazo fue una acción de la Policía Nacional para proteger a un infiltrado dentro del sistema de extorsiones de ETA, como comentó el presidente del PSE Jesús Eguiguren o como da a entender en un comunicado el Sindicato Unificado de la Policía. Todos los implicados en el sistema de extorsión del Bar Faisán fueron procesados.
La sentencia de la Audiencia Nacional exculpó a los dos policías de colaboración con organización terrorista, ya que considera que la finalidad del chivatazo fue no entorpecer un proceso que había en marcha para lograr el cese de la actividad de ETA.

es evidente que no estamos ante una acción directa de los acusados para favorecer una actuación puntual de ETA o la actividad de la banda terrorista, sino que iba encaminada en un sentido distinto, pues la acción ejercitada fue guiada por la finalidad dentro del concepto de acción final, de que no se pudiera entorpecer el proceso que estaba en marcha para lograr el cese de la actividad de ETA.
Sentencia de la Audiencia Nacional sobre el caso Faisán